# Llista de biblioteques de la vegueria del Pirineu
Llista de biblioteques de l'àmbit territorial de l'Alt Pirineu i Aran incloses en el Directori de Biblioteques de Catalunya.
| Nom                                                                              | Municipi            | Adreça                             | Titularitat | Codi? | Imatge                                                                      |
| -------------------------------------------------------------------------------- | ------------------- | ---------------------------------- | ----------- | ----- | --------------------------------------------------------------------------- |
| Biblioteca de Bellver de Cerdanya                                                | Bellver de Cerdanya | C. Escoles, 2 coord.               | Ajuntament  | P0426 | Carregueu una nova foto                                                     |
| Centre de Documentació del Parc Natural de l'Alt Pirineu                         | Llavorsí            | C. de la Riba, 1 coord.            | Generalitat | E0313 | Carregueu una nova foto                                                     |
| Biblioteca Municipal de la Pobla de Segur                                        | Pobla de Segur, la  | Av. Catalunya, 2, 1r coord.        | Ajuntament  | P0404 | Carregueu una nova foto                                                     |
| Biblioteca Municipal del Pont de Suert                                           | Pont de Suert, el   | C. del Pont, 7 coord.              | Ajuntament  | P0118 | Carregueu una nova foto                                                     |
| Arxiu Comarcal de la Cerdanya. Biblioteca Auxiliar                               | Puigcerdà           | Pg. del Deu d'Abril, 2 coord.      | Generalitat | E0043 | Arxiu Comarcal de la Cerdanya · Carregueu una nova foto                     |
| Biblioteca Comtat de Cerdanya                                                    | Puigcerdà           | C. Claustre, 12 coord.             | Ajuntament  | P0048 | Biblioteca Comtat de Cerdanya · Vegeu més fotos · Carregueu una nova foto   |
| Biblioteca de la Casa del Bisbat d'Urgell                                        | Seu d'Urgell, la    | Pl. del Pati del Palau, 1-5 coord. | Privada     | E0173 | Carregueu una nova foto                                                     |
| Biblioteca Comarcal Sant Agustí                                                  | Seu d'Urgell, la    | C. Lluís de Sabater, 10-14 coord.  | Ajuntament  | P0187 | Biblioteca Comarcal Sant Agustí · Vegeu més fotos · Carregueu una nova foto |
| Arxiu Comarcal del Pallars Sobirà. Biblioteca                                    | Sort                | C. Joaquim Sostres coord.          | Generalitat | E0070 | Carregueu una nova foto                                                     |
| Biblioteca Pública de Sort                                                       | Sort                | C. Comtes del Pallars, 41 coord.   | Ajuntament  | P0053 | Carregueu una nova foto                                                     |
| Arxiu Comarcal del Pallars Jussà. Biblioteca Auxiliar                            | Tremp               | C. Mercadal coord.                 | Generalitat | E0083 | Carregueu una nova foto                                                     |
| Biblioteca Pública Maria Barbal                                                  | Tremp               | Pl. Catalunya, 6 coord.            | Ajuntament  | P0043 | Carregueu una nova foto                                                     |
| Centre de Documentació del Parc Nacional d'Aigüestortes i Estany de Sant Maurici | Vall de Boí, la     | C. de les Graieres, 2 coord.       | Generalitat | E0312 | Carregueu una nova foto                                                     |
| Archiu Generau d'Aran. Biblioteca Auxiliar                                       | Vielha e Mijaran    | C. Major (Arròs) coord.            | Generalitat | E0081 | Carregueu una nova foto                                                     |
| Bibliotèca Generau de Vielha                                                     | Vielha e Mijaran    | Av. Garona, 33 coord.              | Ajuntament  | P0159 | Carregueu una nova foto                                                     |